# جوشوا هاريس (ممثل)
جوشوا هاريس (بالإنجليزية: Joshua Harris)‏ هو ممثل أمريكي، ولد في 27 نوفمبر 1978.

## أعمال

### مسلسلات
- دالاس

## وصلات خارجية
- جوشوا هاريس على موقع IMDb (الإنجليزية)
- جوشوا هاريس على موقع ألو سيني (الفرنسية)
- جوشوا هاريس على موقع أول موفي (الإنجليزية)
- جوشوا هاريس على موقع قاعدة بيانات الأفلام السويدية (السويدية)
- جوشوا هاريس على موقع قاعدة بيانات الفيلم (الإنجليزية)
- جوشوا هاريس على موقع كينوبويسك (الروسية)